# عابدين محمد علي صالح
عابدين محمد علي صالح (مواليد 1944) هو أستاذ الهندسة المدنية بجامعة الخرطوم وخبير اليونسكو في الموارد المائية.

## النشأة والتعليم
ولد صالح في ود مدني بالسودان عام 1944. التحق صالح بجامعة الخرطوم عام 1963 وحصل على بكالوريوس العلوم مع مرتبة الشرف الأولى في الهندسة المدنية عام 1969. ثم حصل على دبلومة من إمبريال كوليدج واستمر في الحصول على دكتوراه في الفلسفة في الهيدروليكا في عام 1972 من إمبريال كوليدج لندن. حصل لاحقًا على دبلوم في الهيدرولوجيا من جامعة بادوفا بإيطاليا عام 1974.

## الابحاث والوظيفة
بعد الدكتوراه عاد صالح إلى السودان عام 1973 والتحق بكلية الهندسة بجامعة الخرطوم كمحاضر قبل أن يصبح أستاذًا مشاركًا عام 1977، ورئيسًا لقسم الهندسة المدنية عام 1979، وأستاذًا متفرغًا عام 1982. شغل منصب نائب رئيس جامعة الخرطوم بين عامي 1990 و 1991. اعتبارًا من نوفمبر 2022، أصبح أستاذًا في قسم الهندسة المدنية، جامعة الخرطوم، وعضو مجلس إدارة جامعة الخرطوم وجامعة السودان للعلوم والتكنولوجيا. كما عمل أستاذاً في كلية الهندسة بجامعة الملك سعود من عام 1982 حتى عام.
تركز أبحاث صالح وعمله الاستشاري على الأمن المائي وإدارة الموارد المائية. خدم في اليونسكو من عام 1993 حتى أصبح مديرًا لقسم علوم المياه في عام 2011، وكان عضوًا في المجلس التنفيذي لليونسكو من عام 2015 حتى عام 2019. كما شغل منصب الحاكم المناوب لمجلس المياه العالمي بين عامي 1999 و 2003. يعمل صالح مستشارًا للهيئة العليا لتطوير مدينة الرياض بالمملكة العربية السعودية، وهو عضو في العديد من جمعيات المياه الدولية، وكان عضوًا في لجنة تحكيم العديد من جوائز المياه الدولية.

## الجوائز والتكريم
تم انتخاب صالح زميلًا في الجمعية الدولية للموارد المائية (FIWRA) في عام 1983، زميلًا في الأكاديمية الأفريقية للعلوم (FAAS) في عام 1993، وزميلًا في أكاديمية Word للعلوم. (FTWAS) في عام 2002.

## الحياة الشخصية
صالح متزوج وله ثلاثة أولاد.

## منشورات مختارة
- عابدين محمد صالح، أويغور سنديل (1984-09-01). التبخر نتح تحت المناخات شديدة الجفاف. مجلة هندسة الرى والصرف. 110 (3): 289-303. دوى: 10.1061 / (ASCE) 0733-9437 (1984) 110: 3 (289). ISSN 0733-9437.
- سليمان عبد الرحمن الشعلان، عابدين محمد صالح (1987-11-01). تقديرات التبخر في المناطق الجافة للغاية. مجلة هندسة الرى والصرف. 113 (4): 565-574. دوى: 10.1061 / (ASCE) 0733-9437 (1987) 113: 4 (565). ISSN 0733-9437.
- عابدين صالح، إبراهيم، نجوى (1998-12-15). برنامج اليونسكو الدولي الهيدرولوجي والإدارة المستدامة لموارد المياه في المنطقة العربية. تحلية المياه. أوراق مختارة قدمت في مؤتمر الخليج الثالث للمياه نحو الاستخدام الفعال للموارد المائية في جمعية علوم وتكنولوجيا المياه الخليجية (WSTA). 120 (1): 15-22. دوى: 10.1016 / S0011-9164 (98) 00197-0. ISSN 0011-9164.
- عابدين صالح (1980-10-01). الهواء المحبوس في تدفق المياه المعجل خطيًا. مجلة قسم الهيدروليكا. 106 (10): 1595-1605. دوى: 10.1061 / JYCEAJ.0005531.
- عابدين صالح (1 يناير 1985). النيل داخل السودان - تزايد المطالب ونتائجها. المياه الدولية. 10 (2): 73-78. دوى: 10.1080 / 02508068508686311. ISSN 0250-8060.

## ملحوظات
1. ↑  Although the date of birth is noted as the 1st of January, this might not be true. At the time of his birth, the 1st of January was assigned to those who were born outside of الخرطوم, e.g., عبد الله حمدوك and عمر البشير.

## أنظر أيضا
- الفاتح الطاهر
- يحيى عبد المجيد

## روابط خارجية
- Abdin Mohamed Ali Salih's publications indexed by the Scopus bibliographic database. (subscription required)